# Старые Заводы
Старые Заводы (фин. Mustasuu) — деревня в Горбунковском сельском поселении Ломоносовского района Ленинградской области.

## История
Деревня Старые Заводы возникла из слободы заводских мастеровых Стрельнинских кирпичных заводов в мае 1713 года.
На «Топографической карте окрестностей Санкт-Петербурга» Военно-топографического депо Главного штаба 1817 года она упомянута как деревня Заводы, состоящая из 7 крестьянских дворов.
На карте Санкт-Петербургской губернии Ф. Ф. Шуберта 1834 года также обозначена деревня Заводы.

ЗАВОДОВ — деревня принадлежит государю великому князю Константину Николаевичу, число жителей по ревизии: 27 м. п., 18 ж. п. (1838 год)

В пояснительном тексте к этнографической карте Санкт-Петербургской губернии П. И. Кёппена 1849 года она записана как деревня Mustasuu (Заводы) с пояснением: «На реке Стрельне», а также указано количество её жителей на 1848 год: эвремейсов — 35 м. п., 35 ж. п., всего 70 человек.
Деревня Заводы отмечена на карте профессора С. С. Куторги 1852 года.

ЗАВОДЫ — деревня Красносельской удельной конторы Шунгоровского приказа, по просёлочной дороге, число дворов — 11, число душ — 37 м. п. (1856 год)

Согласно «Топографической карте частей Санкт-Петербургской и Выборгской губерний» в 1860 году деревня Заводы насчитывала 10 крестьянских дворов. В деревне находилась кирха Святых Петра и Павла.

ЗАВОДЫ (МУСЛАНЕ) — деревня Павловского городского правления при речке Стрелке, число дворов — 12, число жителей: 42 м. п., 32 ж. п. (1862 год)

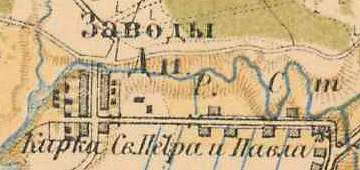
План деревни Старые Заводы. 1885 год

В 1885 году деревня Заводы насчитывала 11 дворов. В деревне находилась Кирка Св. Петра и Павла.
В конце XIX века деревня входила в состав Константиновской волости 1-го стана Петергофского уезда Санкт-Петербургской губернии, в начале XX века — 2-го стана. По приходским данным население деревни было исключительно финским.
К 1913 году количество дворов в деревне Заводы увеличилось до 80.
С 1917 по 1919 год деревня Старые Заводы входила в состав Стрельнинской волости Петергофского уезда.
С 1919 года в составе Заводского сельсовета Стрельно-Шунгоровской волости.
С 1923 года в составе Стрельнинской волости Троцкого уезда.
Согласно данным переписи населения СССР 1926 года в деревне Заводы проживали 199 человек — большинство финны, а также русские.
С 1927 года в составе Урицкого района.
В 1928 году население деревни Старые Заводы составляло 209 человек.
С 1930 года в составе Ленинградского Пригородного района.
По данным 1933 года деревня называлась Заводы и являлась административным центром Заводского сельсовета Ленинградского Пригородного района, в который входили 6 населённых пунктов: деревни Заводы, Старые Горбунки, Новые Горбунки, Новополье, а также выселки Стрелинские Верхние и Стрелинские Нижние, общей численностью населения 1573 человека.
С 1936 года в составе Красносельского района.

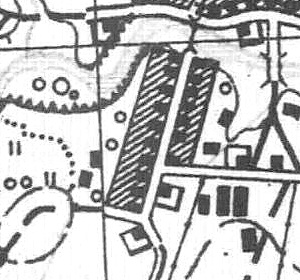
План деревни Старые Заводы. 1939 год

С 1 августа 1941 года по 31 декабря 1943 года деревня находилась в оккупации.
С 1955 года в составе Ломоносовского района.
В 1960 году население деревни Старые Заводы составляло 359 человек.
С 1963 года в составе Гатчинского района.
С 1965 года вновь в составе Ломоносовского района.
По данным 1966, 1973 и 1990 годов деревня Старые Заводы также входила в состав Заводского сельсовета.
В 1997 году в деревне Старые Заводы Заводской волости проживали 33 человека, в 2002 году — 36 человек (русские — 89 %).
В 2007 году в деревне Старые Заводы Горбунковского СП проживали 36 человек, в 2010 году — 58, в 2012 году — 50 человек.

## География
Деревня расположена в северо-восточной части района на автодороге 41К-011 (Стрельна — Гатчина) («Стрельнинское шоссе»), к северу от административного центра поселения деревни Горбунки.
Расстояние до административного центра поселения — 4 км.
Расстояние до ближайшей железнодорожной станции Стрельна — 3,5 км.
Деревня находится на реке Стрелка.

## Демография
| 1838 | 1862 | 1997 | 2002 | 2007 | 2010 | 2012 |
| ---- | ---- | ---- | ---- | ---- | ---- | ---- |
| 45   | ↗74  | ↘33  | ↗36  | →36  | ↗58  | ↘50  |
| 2015 | 2017 |      |      |      |      |      |
| ↘49  | ↘47  |      |      |      |      |      |

## Улицы
Майская, Сиреневая.